# Edwards County (Texas)
Edwards County je okres ve státě Texas v USA. K roku 2010 zde žilo 2 002 obyvatel. Správním městem okresu je Rocksprings. Celková rozloha okresu činí 5 491 km².